# Asalto a Zeebrugge
El Asalto a Zeebrugge fue una operación militar que se produjo el 23 de abril de 1918. El ataque consistió en un intento de la Marina Real británica de bloquear el puerto belga de Brujas-Zeebrugge a los alemanes. El puerto fue utilizado por la Armada Imperial Alemana como base para submarinos y barcos ligeros, lo que representa una amenaza para el control aliado del Canal de la Mancha y el sur del Mar del Norte. Los repetidos intentos de cerrar los puertos de Flandes mediante bombardeos fracasaron, al igual que el plan de la "Operación Hush" de 1917 para avanzar hacia la costa, el cual quedó cancelado. A medida que aumentaban los daños causados por los submarinos a los barcos, se volvió urgente encontrar formas de cerrar los puertos y la armada británica se mostró más dispuesta a considerar ataques. El 2 de abril de 1918 se intentó atacar Zeebrugge, pero se suspendió en el último momento porque el viento había cambiado y era imposible cubrir los barcos con una cortina de humo.

## Desarrollo del asalto
El 23 de abril de 1918, los británicos lanzaron una incursión por mar, en respuesta a los ataques de submarinos y destructores alemanes que operaban en el Canal de la Mancha desde Ostende hasta Zeebrugge.
La operación fue desarrollada por el Vicealmirante Sir Roger Keyes cuyo plan era hundir tres viejos barcos abandonados en la entrada de los canales utilizados por los barcos enemigos para llegar a alta mar. Estos tres barcos sacrificados fueron un buque de guerra y dos ferries que anteriormente operaban en el río Mersey. Participaron 75 barcos y 200 marines voluntarios, los británicos concentraron sus fuerzas en Zeebrugge.
La incursión comenzó con un ataque de distracción contra el muelle de Zeebrugge, de aproximadamente una milla náutica de largo. Este ataque fue liderado por el HMS Vindictive. El Vindictive debía desembarcar a los 200 marines británicos en la entrada del Canal de Brujas, pero al atracar el viento cambió y ya no fue posible utilizar una cortina de humo para ocultar este aterrizaje. Los marines, que debían destruir las posiciones de los cañones alemanes, fueron objeto de intenso fuego y sufrieron grandes pérdidas. El Vindictive , descubierto por los cañones alemanes, se ve obligado a atracar en el lugar equivocado, lo que provoca la pérdida del apoyo de los cañones pesados de los marines.
Un pequeño grupo, comandado por el teniente Richard Sandford  , llevó el viejo submarino de clase C HMS C3  lleno de explosivos debajo de la pasarela que conectaba el muelle con el continente, e hizo estallar el submarino. Como era de esperar, esta explosión aisló el muelle de tierra firme (Sandford recibiría la Cruz Victoria por esta acción).
Durante la operación, tres barcos, el Thetis , el Intrepid y el Ifigenia , entran en el puerto interior de Zeebrugge para bloquear el canal, pero el plan no sale como estaba previsto. El fracaso del ataque al muelle permitió a los alemanes utilizar sus cañones pesados contra los tres barcos, sobrecargados porque estaban llenos de hormigón.
El Thetis fue hundido prematuramente por su tripulación, antes de entrar en el canal, tras chocar con un obstáculo, pero los otros dos barcos ( el Intrepid y el Ifigenia ) fueron hundidos en el punto más estrecho del canal. Sin embargo, no están en la posición correcta y sólo obstaculizarán el tráfico durante unos días. De hecho, en este tiempo los alemanes pudieron quitar dos pilares de la orilla occidental del canal y ensanchar el canal en el barro delante de la popa de los dos barcos hundidos. Esto les bastó para restablecer el tráfico submarino, al menos durante la marea alta.